# Пирожок (хутор)
Пирожо́к — хутор в Волгодонском районе Ростовской области.
Входит в состав Дубенцовского сельского поселения.

## Население
| 1989 | 2002 | 2010 |
| ---- | ---- | ---- |
| 833  | ↗987 | ↘896 |

## Улицы
| - пер. Западный, - пер. Мирный, - пер. Молодёжный, - пер. Совхозный, - пер. Союзный, - пер. Цветной, | - ул. Набережная, - ул. Рабочая, - ул. Центральная, - ул. Школьная, - ул. Южная. |